# Adam Adolf Sobota
Adam Adolf Sobota (ur. 14 sierpnia 1888 w Polskiej Cerekwi, zm. 1975 w Katowicach) – śląski działacz polityczny, poseł na Sejm Śląski I kadencji.

## Życiorys
Urodził się w rodzinie Karola i Katarzyny z Piątków. Ukończył szkołę powszechną, naukę rzemiosła i szkoły dokształcające. Od 1910 kierował warsztatem w Gliwicach. Po 1918 organizował Powiatową Radę Ludową w Koźlu. Jako reprezentant Opolszczyzny posłował do Naczelnej Rady Ludowej w Poznaniu. Założyciel i prezes Związku Polskich Samodzielnych Rzemieślników i Przemysłowców. Zaangażował się w działania plebiscytowe na Górnym Śląsku, wziął udział w powstaniach śląskich. Był redaktorem „Rzemieślnika i Przemysłowca Śląskiego” w Gliwicach. 
Sprawował mandat posła Sejmu Śląskiego I kadencji (1922–1929) z listy ChD. W 1937 wstąpił do Stronnictwa Pracy. W czasie okupacji utrzymywał kontakt z polskim podziemiem na Górnym Śląsku. 
Po 1945 działał w SP i SD. Z ramienia ostatniej organizacji zasiadał w zarządzie miasta Katowice oraz WRN.
Od 26 października 1919 był mężem Klary Pagórównej.
Pochowany na cmentarzu komunalnym przy ul. Panewnickiej w Katowicach (sektor C1-16-16).

## Ordery i odznaczenia[1]
- Srebrny Krzyż Zasługi
- Medal Dziesięciolecia Odzyskanej Niepodległości
- Brązowy Medal za Długoletnią Służbę